# Unión Malaya
La Unión Malaya fue una federación formada por los estados malayos y las Colonias del Estrecho, incluido Singapur. Fue el sucesor de la Malasia británica, y se concibió con el objetivo de simplificar la administración colonial unificando la península de Malaca bajo un único gobernante. Tras la oposición de las etnias malayas, la unión se reorganizó como la Federación Malaya en 1948.

## Formación de la Unión Malaya
Antes de la Segunda Guerra Mundial, la Malasia británica consistía en tres grupos de entidades políticas: el protectorado de los Estados Malayos Federados, cinco Estados Malayos no Federados protegidos y las Colonias del Estrecho.
El 1 de abril de 1946, la Unión Malaya se creó oficialmente con Edward Gent como su gobernador, combinando los Estados Malayos no Federados, los Estados Malayos Federados y las Colonias del Estrecho de Penang y Malaca bajo una sola administración. La capital de la Unión era Kuala Lumpur. El asentamiento del estrecho de Singapur fue administrado como una colonia de la corona por separado.
La idea de la Unión surgió por primera vez en octubre de 1945 (si bien ya se habían venido barajando algunas aproximaciones desde mayo de 1944) al terminar la Segunda Guerra Mundial en el entorno de la Administración Militar Británica. Se le encargó a Harold MacMichael la misión de conseguir la aprobación del proyecto por parte los gobernantes de los estados malayos en el plazo de un mes, tarea que culminó con éxito. Los motivos para el acuerdo de los gobernantes, a pesar de la pérdida de poder político que suponía para ellos, ha sido objeto de debate; existe cierto consenso en pensar que lo sucedido es que, dado que los gobernantes de la región habían permanecido en el poder durante la ocupación japonesa, fueron acusados de colaboracionismo y se les amenazó con la pérdida de su trono. Así se explica que aceptaran la Unión, una idea que les resultaba ominosa.
La Unión Malaya otorgó los mismos derechos a las personas que deseaban solicitar la ciudadanía. Se otorgó automáticamente a las personas que nacieron en cualquier estado de la Malasia británica o Singapur y vivían allí antes del 15 de febrero de 1942, nacieron fuera de Malasia o de las Colonias del Estrecho solo si sus padres eran ciudadanos de la Unión Malaya y aquellos que cumplieron 18 años y que hubieran vivido en la Malasia británica o Singapur al menos 10 de los 15 años anteriores al 15 de febrero de 1942. El grupo de personas elegibles para la solicitud de ciudadanía tenía que vivir en Singapur o Malasia británica 'al menos cinco de los ocho años anteriores a la solicitud, tenía que ser una persona mentalmente estable, con el deber de comprender y hablar el idioma inglés o el malayo y tenía que tomar un juramento de lealtad a la Unión Malaya mediante una ceremonia. Sin embargo, la propuesta de ciudadanía nunca se implementó realmente. Debido a la oposición a la propuesta de ciudadanía, se pospuso y luego se modificó, lo que dificultó a muchos residentes chinos e indios obtener la ciudadanía malaya.
Los sultanes, que hasta entonces habían sido los gobernantes de los estados malayos, cedieron todos sus poderes a la Corona británica, con la excepción de los deberes religiosos. Se nombró a un gobernador con jurisdicción sobre el nuevo territorio, dando así carácter oficial al mandato colonial directo. Además, algunos organismos que permanecían en funcionamiento, como eran los Consejos Locales de los antiguos Estados Malayos Federados, perdieron la relativa autonomía de que disfrutaban cuando la mayor parte de sus poderes fue trasvasada al gobierno de Kuala Lumpur, quedando solo bajo su control la capacidad de decisión en asuntos menores a nivel local. Los Consejos Locales se convirtieron en una extensión del gobierno Federal. Además, los sultanes tuvieron que traspasar el ejercicio del poder efectivo, que pasó a ser ocupado por oficiales británicos, lo que significó que el estatus político de los sultanes se redujo considerablemente.

## Oposición, disolución de la Unión Malaya y creación de la Federación Malaya
Los malayos se opusieron, en su mayoría, a la creación de la Unión. Los mayores motivos para el descontento eran los métodos que Harold MacMichael había usado para conseguir la firma de los sultanes, la pérdida de poder de estos y la apertura a la posible nacionalización de ciudadanos extranjeros, principalmente los chinos, ya que la favorable posición económica de que gozaban era vista como una amenaza para la independencia de la sociedad malaya. La Organización Nacional Malayos Unidos, (UMNO por sus siglas en inglés), una organización política fundada por Dato' Onn bin Ja'afar el 1 de marzo de 1946, hizo de la oposición su bandera. Los malayos adoptaron la costumbre de llevar cintas blancas en la cabeza, como símbolo de duelo por sus reyes depuestos. Al descontento se sumaron los oficiales imperiales de origen malayo, insatisfechos en la forma en que se llevaban a cabo las reformas, pues argüían que entraban en conflicto con la Carta del Atlántico. Las leyes permitían que los extranjeros conservasen su anterior nacionalidad, y esto podría ser utilizado por los inmigrantes chinos e indios en beneficio de sus países de origen, perjudicando a la Unión.
La UMNO se opuso a la Unión llamando a la desobediencia civil. No acudieron a las tomas de posesión de los cargos destinados a los gobernadores ingleses, ni participaron en ningún consejo asesor del gobierno, lo que llevó a la práctica desaparición de los malayos en los cargos administrativos y de gobierno. El gobierno inglés se hizo cargo del problema y se comprometió a tomar medidas para garantizar la presencia de representantes de las principales etnias malayas en futuras reuniones antes de hacer cambios en la Constitución local de forma unilateral. La Unión Malaya llegó a su fin en enero de 1948, y fue reemplazada por la Federación Malaya.